# Volta a Espanya de 2014
La Volta a Espanya de 2014, 69a edició de la Volta a Espanya, es disputà entre el 23 d'agost i el 14 de setembre de 2014 sobre un recorregut de 3.191,3 km distribuïts en 21 etapes, sent la vint-i-dosena cursa de l'UCI World Tour 2014. L'inici de la cursa va tenir lloc a Jerez de la Frontera, mentre el final fou a Santiago de Compostel·la, amb una contrarellotge individual. Aquesta era la primera vegada en els darrers 21 anys en què la cursa no finalitzava a Madrid.
El vencedor fou l'espanyol Alberto Contador (Team Tinkoff-Saxo), el qual es presentà a la cursa amb molts dubtes després de la caiguda patida durant la disputa de la 10a etapa del darrer Tour de França, en què patí una fractura a la tíbia. Amb tot, Contador va trobar el seu punt de forma ben aviat i en la 10a etapa ja aconseguí el liderat. Posteriorment guanyà dues etapa de muntanya abans de confirmar la seva tercera victòria en aquesta cursa. En segona posició, a 1' 10" se situà Chris Froome (Team Sky). Froome també arribava a la cursa amb nombrosos dubtes després de les caigudes que el van obligar a abandonar en el passat Tour. Alejandro Valverde (Movistar Team) completà el podi, 40 segons rere Froome i 1 minut 50 segond rere Contador.
En les altres classificacions John Degenkolb (Giant-Shimano) guanyà la classificació per punts, alhora que guanyava quatre etapes. El mallot de la muntanya fou per a Luis León Sánchez (Caja Rural-Seguros RGA). Contador, a banda de la general, també guanyà la combinada. El Team Katusha fou el vencedor de la classificació per equips.
La cançó d'aquesta edició fou "La pepa" de Sara Baras.

## Equips participants
En aquesta edició de la Volta a Espanya hi van prendre part 22 equips: els 18 World Tour, més 4 equips convidats de categoria continental professional, que foren presentats el 2 d'abril de 2014: Caja Rural-Seguros RGA, Cofidis, IAM Cycling i MTN Qhubeka.
| Núm.    | Codi | Equip                   |
| ------- | ---- | ----------------------- |
| 1-9     | LAM  | Lampre-Merida           |
| 11-19   | ALM  | AG2R La Mondiale        |
| 21-29   | AST  | Astana Qazaqstan Team   |
| 31-39   | BEL  | Belkin Pro Cycling Team |
| 41-49   | BMC  | BMC Racing Team         |
| 51-59   | CJR  | Caja Rural-Seguros RGA  |
| 61-69   | CAN  | Cannondale              |
| 71-79   | COF  | Cofidis                 |
| 81-89   | EUC  | Team Europcar           |
| 91-99   | FDJ  | FDJ                     |
| 101-109 | GRS  | Garmin-Sharp            |

| Núm.    | Codi | Equip                   |
| ------- | ---- | ----------------------- |
| 111-119 | GIA  | Giant-Shimano           |
| 121-129 | IAM  | IAM Cycling             |
| 131-139 | KAT  | Team Katusha            |
| 141-149 | LTB  | Lotto-Belisol           |
| 151-159 | MOV  | Movistar Team           |
| 161-169 | MTN  | MTN Qhubeka             |
| 171-179 | OPQ  | Omega Pharma-Quick Step |
| 181-189 | OGE  | Orica-GreenEDGE         |
| 191-199 | SKY  | Team Sky                |
| 201-209 | TCS  | Team Tinkoff-Saxo       |
| 211-219 | TFR  | Trek Factory Racing     |

## Etapes
| Etapa                 | Data                  | Recorregut                                          |                           | km             | Vencedor d'etapa           | Líder de la general        |
| --------------------- | --------------------- | --------------------------------------------------- | ------------------------- | -------------- | -------------------------- | -------------------------- |
| 1a etapa              | Dis. 23 d'agost       | Jerez de la Frontera - Jerez de la Frontera         | Contrarellotge per equips | 12,6           | Movistar (ESP)             | Jonathan Castroviejo (ESP) |
| 2a etapa              | Diu. 24 d'agost       | Algesires - San Fernando                            | Etapa plana               | 174,4          | Nacer Bouhanni (FRA)       | Alejandro Valverde (ESP)   |
| 3a etapa              | Dil. 25 d'agost       | Cadis - Arcos de la Frontera                        | Etapa de mitja muntanya   | 197,8          | Michael Matthews (AUS)     | Michael Matthews (AUS)     |
| 4a etapa              | Dim. 26 d'agost       | Mairena del Alcor - Còrdova                         | Etapa de mitja muntanya   | 172,6          | John Degenkolb (GER)       | Michael Matthews (AUS)     |
| 5a etapa              | Dix. 27 d'agost       | Priego de Córdoba - Ronda                           | Etapa plana               | 182,3          | John Degenkolb (GER)       | Michael Matthews (AUS)     |
| 6a etapa              | Dij. 28 d'agost       | Benalmádena - La Zubia                              | Etapa de muntanya         | 157,7          | Alejandro Valverde (ESP)   | Alejandro Valverde (ESP)   |
| 7a etapa              | Div. 29 d'agost       | Alhendín - Alcaudete                                | Etapa de mitja muntanya   | 165,4          | Alessandro De Marchi (ITA) | Alejandro Valverde (ESP)   |
| 8a etapa              | Dis. 30 d'agost       | Baeza - Albacete                                    | Etapa plana               | 207,4          | Nacer Bouhanni (FRA)       | Alejandro Valverde (ESP)   |
| 9a etapa              | Diu. 31 d'agost       | Carboneras de Guadazaón - Aramón Valdelinares       | Etapa de muntanya         | 181            | Winner Anacona (COL)       | Nairo Quintana (COL)       |
| dilluns 1 de setembre | dilluns 1 de setembre | dia de descans                                      | dia de descans            | dia de descans | dia de descans             | dia de descans             |
| 10a etapa             | Dim. 2 de setembre    | Monestir de Veruela - Borja                         | Contrarellotge individual | 34,5           | Tony Martin (GER)          | Alberto Contador (ESP)     |
| 11a etapa             | Dix 3 de setembre     | Pamplona - Santuari de San Miguel d'Aralar          | Etapa de muntanya         | 151            | Fabio Aru (ITA)            | Alberto Contador (ESP)     |
| 12a etapa             | Dij. 4 de setembre    | Logronyo - Logronyo                                 | Etapa plana               | 168            | John Degenkolb (GER)       | Alberto Contador (ESP)     |
| 13a etapa             | Div. 5 de setembre    | Belorado - Obregón Parc de Cabárceno                | Etapa de mitja muntanya   | 199            | Daniel Navarro (ESP)       | Alberto Contador (ESP)     |
| 14a etapa             | Dis. 6 de setembre    | Santander - La Camperona                            | Etapa de muntanya         | 199            | Ryder Hesjedal (CAN)       | Alberto Contador (ESP)     |
| 15a etapa             | Diu. 7 de setembre    | Oviedo - Llacs de Covadonga                         | Etapa de muntanya         | 149            | Przemyslaw Niemiec (POL)   | Alberto Contador (ESP)     |
| 16a etapa             | Dil. 8 de setembre    | Samartín del Rei Aurelio - La Farrapona             | Etapa de muntanya         | 158,8          | Alberto Contador (ESP)     | Alberto Contador (ESP)     |
| dimarts 9 de setembre | dimarts 9 de setembre | dia de descans                                      | dia de descans            | dia de descans | dia de descans             | dia de descans             |
| 17a etapa             | Dix. 10 de setembre   | Ortigueira - La Corunya                             | Etapa plana               | 174            | John Degenkolb (GER)       | Alberto Contador (ESP)     |
| 18a etapa             | Dij. 11 de setembre   | A Estrada - Castrove Meis                           | Etapa de mitja muntanya   | 173,5          | Fabio Aru (ITA)            | Alberto Contador (ESP)     |
| 19a etapa             | Div. 12 de setembre   | Salvaterra de Miño - Cangas do Morrazo              | Etapa de mitja muntanya   | 176,5          | Adam Hansen (AUS)          | Alberto Contador (ESP)     |
| 20a etapa             | Dis. 13 de setembre   | Santo Estevo de Ribas de Sil - Port d'Ancares       | Etapa de muntanya         | 163,8          | Alberto Contador (ESP)     | Alberto Contador (ESP)     |
| 21a etapa             | Diu. 14 de setembre   | Santiago de Compostel·la - Santiago de Compostel·la | Contrarellotge individual | 9,7            | Adriano Malori (ITA)       | Alberto Contador (ESP)     |
| Total                 | Total                 | Total                                               | 3.191,3                   |                |                            |                            |

## Classificacions finals

### Classificació general
|    | Ciclista                 | Equip                 | Temps       |
| -- | ------------------------ | --------------------- | ----------- |
| 1  | Alberto Contador (ESP)   | Team Tinkoff-Saxo     | 81h 25' 05" |
| 2  | Chris Froome (GBR)       | Team Sky              | + 1' 10"    |
| 3  | Alejandro Valverde (ESP) | Movistar Team         | + 1' 50"    |
| 4  | Joaquim Rodríguez (ESP)  | Team Katusha          | + 3' 25"    |
| 5  | Fabio Aru (ITA)          | Astana Qazaqstan Team | + 4' 48"    |
| 6  | Samuel Sánchez (ESP)     | BMC Racing Team       | + 9' 30"    |
| 7  | Daniel Martin (IRL)      | Garmin-Sharp          | + 10' 38"   |
| 8  | Warren Barguil (FRA)     | Giant-Shimano         | + 11' 50"   |
| 9  | Damiano Caruso (ITA)     | Cannondale            | + 12' 59"   |
| 10 | Daniel Navarro (ESP)     | Cofidis               | + 13' 02"   |

### Classificacions secundàries
|    | Ciclista                   | Equip                  | Punts |
| -- | -------------------------- | ---------------------- | ----- |
| 1  | Luis León Sánchez (ESP)    | Caja Rural-Seguros RGA | 58    |
| 2  | Alberto Contador (ESP)     | Team Tinkoff-Saxo      | 45    |
| 3  | Alejandro Valverde (ESP)   | Movistar Team          | 40    |
| 4  | Przemysław Niemiec (POL)   | Lampre-Merida          | 33    |
| 5  | Chris Froome (GBR)         | Team Sky               | 33    |
| 6  | Lluís Mas (ESP)            | Caja Rural-Seguros RGA | 20    |
| 7  | Fabio Aru (ITA)            | Astana Qazaqstan Team  | 19    |
| 8  | Joaquim Rodríguez (CAT)    | Team Katusha           | 19    |
| 9  | Winner Anacona (COL)       | Lampre-Merida          | 18    |
| 10 | Alessandro De Marchi (ITA) | Cannondale             | 18    |

|    | Ciclista                 | Equip                 | Punts |
| -- | ------------------------ | --------------------- | ----- |
| 1  | John Degenkolb (GER)     | Giant-Shimano         | 169   |
| 2  | Alejandro Valverde (ESP) | Movistar Team         | 146   |
| 3  | Alberto Contador (ESP)   | Team Tinkoff-Saxo     | 145   |
| 4  | Chris Froome (GBR)       | Team Sky              | 139   |
| 5  | Joaquim Rodríguez (ESP)  | Team Katusha          | 117   |
| 6  | Michael Matthews (AUS)   | Orica-GreenEDGE       | 105   |
| 7  | Fabio Aru (ITA)          | Astana Qazaqstan Team | 103   |
| 8  | Daniel Martin (IRL)      | Garmin-Sharp          | 85    |
| 9  | Jasper Stuyven (BEL)     | Trek Factory Racing   | 71    |
| 10 | Damiano Caruso (ITA)     | Cannondale            | 61    |

|    | Ciclista                 | Equip                 | Punts |
| -- | ------------------------ | --------------------- | ----- |
| 1  | Alberto Contador (ESP)   | Team Tinkoff-Saxo     | 6     |
| 2  | Alejandro Valverde (ESP) | Movistar Team         | 8     |
| 3  | Chris Froome (GBR)       | Team Sky              | 11    |
| 4  | Joaquim Rodríguez (CAT)  | Team Katusha          | 17    |
| 5  | Fabio Aru (ITA)          | Astana Qazaqstan Team | 19    |
| 6  | Ryder Hesjedal (CAN)     | Garmin-Sharp          | 48    |
| 7  | Przemysław Niemiec (POL) | Lampre-Merida         | 49    |
| 8  | Winner Anacona (COL)     | Lampre-Merida         | 62    |
| 9  | Warren Barguil (FRA)     | Giant-Shimano         | 63    |
| 10 | Samuel Sánchez (ESP)     | BMC Racing Team       | 64    |

| Pos. | Equip                   | Temps        |
| ---- | ----------------------- | ------------ |
| 1    | Team Katusha            | 244h 19' 36" |
| 2    | Movistar Team           | + 38' 54"    |
| 3    | Team Tinkoff-Saxo       | + 40' 16"    |
| 4    | Cofidis                 | + 52' 33"    |
| 5    | Team Sky                | + 1h 06' 31" |
| 6    | Astana Qazaqstan Team   | + 1h 08' 09" |
| 7    | Garmin-Sharp            | + 1h 17' 06" |
| 7    | BMC Racing Team         | + 1h 17' 32" |
| 9    | Belkin Pro Cycling Team | + 2h 13' 06" |
| 10   | Lotto-Belisol           | + 2h 54' 48" |

### UCI World Tour
La Volta a Espanya atorga punts per l'UCI World Tour 2014 sols als ciclistes dels equips de categoria ProTeam.
| Position              | 1r  | 2n  | 3r  | 4t | 5è | 6è | 7è | 8è | 9è | 10è | 11è | 12è | 13è | 14è | 15è | 16è | 17è | 18è | 19è | 20è |
| Classificació general | 170 | 130 | 100 | 90 | 80 | 70 | 60 | 52 | 44 | 38  | 32  | 26  | 22  | 18  | 14  | 10  | 8   | 6   | 4   | 2   |
| Per etapa             | 16  | 8   | 4   | 2  | 1  |    |    |    |    |     |     |     |     |     |     |     |     |     |     |     |

| #  | Ciclista                 | Equip                 | Punts |
| -- | ------------------------ | --------------------- | ----- |
| 1  | Alberto Contador (ESP)   | Team Tinkoff-Saxo     | 213   |
| 2  | Christopher Froome (GBR) | Team Sky              | 163   |
| 3  | Alejandro Valverde (ESP) | Movistar Team         | 144   |
| 4  | Fabio Aru (ITA)          | Astana Qazaqstan Team | 114   |
| 5  | Joaquim Rodríguez (CAT)  | Team Katusha          | 109   |
| 6  | John Degenkolb (GER)     | Giant-Shimano         | 82    |
| 7  | Daniel Martin (IRL)      | Garmin-Sharp          | 79    |
| 8  | Samuel Sánchez (ESP)     | BMC Racing Team       | 61    |
| 9  | Warren Barguil (FRA)     | Giant-Shimano         | 52    |
| 10 | Nacer Bouhanni (FRA)     | FDJ                   | 41    |

## Evolució de les classificacions
| Etapa | Vencedor             | Classificació general | Classificació per punts | Classificació de la muntanya | Classificació de la combinada | Classificació per equips | Premi de la combativitat |
| ----- | -------------------- | --------------------- | ----------------------- | ---------------------------- | ----------------------------- | ------------------------ | ------------------------ |
| 1a    | Movistar Team        | Jonathan Castroviejo  | no entregat             | no entregat                  | no entregat                   | Movistar Team            | no entregat              |
| 2a    | Nacer Bouhanni       | Alejandro Valverde    | Nacer Bouhanni          | Nathan Haas                  | Valerio Conti                 | Movistar Team            | Javier Aramendia         |
| 3a    | Michael Matthews     | Michael Matthews      | Nacer Bouhanni          | Lluís Mas                    | Lluís Mas                     | Belkin Pro Cycling Team  | Lluís Mas                |
| 4a    | John Degenkolb       | Michael Matthews      | Michael Matthews        | Lluís Mas                    | Valerio Conti                 | Belkin Pro Cycling Team  | Amets Txurruka           |
| 5a    | John Degenkolb       | Michael Matthews      | John Degenkolb          | Lluís Mas                    | Sergio Pardilla               | Belkin Pro Cycling Team  | Pim Ligthart             |
| 6a    | Alejandro Valverde   | Alejandro Valverde    | John Degenkolb          | Lluís Mas                    | Alejandro Valverde            | Belkin Pro Cycling Team  | Pim Ligthart             |
| 7a    | Alessandro De Marchi | Alejandro Valverde    | John Degenkolb          | Lluís Mas                    | Alejandro Valverde            | Belkin Pro Cycling Team  | Ryder Hesjedal           |
| 8a    | Nacer Bouhanni       | Alejandro Valverde    | John Degenkolb          | Lluís Mas                    | Alejandro Valverde            | Belkin Pro Cycling Team  | Javier Aramendia         |
| 9a    | Winner Anacona       | Nairo Quintana        | John Degenkolb          | Lluís Mas                    | Alejandro Valverde            | Movistar Team            | Lluís Mas                |
| 10a   | Tony Martin          | Alberto Contador      | John Degenkolb          | Lluís Mas                    | Alejandro Valverde            | Movistar Team            | Tony Martin              |
| 11a   | Fabio Aru            | Alberto Contador      | John Degenkolb          | Lluís Mas                    | Alejandro Valverde            | Movistar Team            | Vassil Kirienka          |
| 12a   | John Degenkolb       | Alberto Contador      | John Degenkolb          | Lluís Mas                    | Alejandro Valverde            | Movistar Team            | Matthias Krizek          |
| 13a   | Daniel Navarro       | Alberto Contador      | John Degenkolb          | Lluís Mas                    | Alejandro Valverde            | Movistar Team            | Luis León Sánchez        |
| 14a   | Ryder Hesjedal       | Alberto Contador      | John Degenkolb          | Luis León Sánchez            | Alejandro Valverde            | Movistar Team            | Luis León Sánchez        |
| 15a   | Przemysław Niemiec   | Alberto Contador      | John Degenkolb          | Alejandro Valverde           | Alejandro Valverde            | Team Katusha             | Javier Aramendia         |
| 16a   | Alberto Contador     | Alberto Contador      | John Degenkolb          | Luis León Sánchez            | Alejandro Valverde            | Team Katusha             | Luis León Sánchez        |
| 17a   | John Degenkolb       | Alberto Contador      | John Degenkolb          | Luis León Sánchez            | Alejandro Valverde            | Team Katusha             | Bob Jungels              |
| 18a   | Fabio Aru            | Alberto Contador      | John Degenkolb          | Luis León Sánchez            | Alberto Contador              | Team Katusha             | Luis León Sánchez        |
| 19a   | Adam Hansen          | Alberto Contador      | John Degenkolb          | Luis León Sánchez            | Alberto Contador              | Team Katusha             | Pim Ligthart             |
| 20a   | Alberto Contador     | Alberto Contador      | John Degenkolb          | Luis León Sánchez            | Alberto Contador              | Team Katusha             | Jérôme Coppel            |
| 21a   | Adriano Malori       | Alberto Contador      | John Degenkolb          | Luis León Sánchez            | Alberto Contador              | Team Katusha             | Adriano Malori           |
| Final | Final                | Alberto Contador      | John Degenkolb          | Luis León Sánchez            | Alberto Contador              | Team Katusha             | Chris Froome             |

Notes
- En la 4a etapa Danilo Wyss, segon en la classificació de la combinada, porta el mallot blanc perquè Lluís Mas (primer) porta el de la muntanya, classificació de la qual és líder, durant l'etapa.
- En la 5a etapa John Degenkolb, segon en la classificació per punts, porta el mallot verd perquè Michael Matthews (primer) porta el mallot vermell com a líder de la general durant l'etapa.
- Entre les etapes 7 i 9 Chris Froome, segon en la classificació de la combinada, porta el mallot blanc perquè Alejandro Valverde (primer) porta el mallot vermell com a líder de la general durant aquestes etapes.
- En la 16a etapa Joaquim Rodríguez, tercer en la classificació de la combinada, porta el mallot blanc perquè Alejandro Valverde (primer) porta el mallot de la muntanya de la qual és líder, i Alberto Contador (segon) porta el mallot vermell com a líder de la general durant l'etapa.
- Entre les etapes 19 i 21 Alejandro Valverde, segon en la classificació de la combinada, porta el mallot blanc perquè Alberto Contador (primer) porta el mallot vermell com a líder de la general durant aquestes etapes.